# B-sarja 1931
Die B-sarja 1931 war die zweite Spielzeit auf zweithöchster Ebene im finnischen Fußball. Sie galt als Qualifikationsrunde für die Mestaruussarja 1931 und wurde im Ligamodus ausgetragen.

## Modus
Nach vorangegangener Qualifikation spielten die vier Mannschaften an drei Spieltagen jeweils einmal gegeneinander. Die beiden besten Teams stiegen in die Mestaruussarja 1932 auf.

## Teilnehmer
| Verein            | Stadt    |
| ----------------- | -------- |
| Helsingin Toverit | Helsinki |
| Åbo IFK           | Turku    |
| Vasa IFK          | Vaasa    |
| Viipurin Reipas   | Wyborg   |

## Abschlusstabelle
| Pl. | Verein            | Sp. | S | U | N | Tore    | Quote | Punkte |
| --- | ----------------- | --- | - | - | - | ------- | ----- | ------ |
| 1.  | Åbo IFK (A)       | 3   | 3 | 0 | 0 | 010:200 | 5,00  | 06:0   |
| 2.  | Helsingin Toverit | 3   | 2 | 0 | 1 | 008:700 | 1,14  | 04:20  |
| 3.  | Viipurin Reipas   | 3   | 1 | 0 | 2 | 003:600 | 0,50  | 02:40  |
| 4.  | Vasa IFK          | 3   | 0 | 0 | 3 | 004:100 | 0,40  | 0:60   |

Platzierungskriterien: 1. Punkte – 2. Torquotient
| (A) | Absteiger aus der Mestaruussarja 1930 |